# Pauline Fusban
Pauline Fusban (* 1990 in München) ist eine deutsche Schauspielerin.

## Leben
Pauline Fusban wurde 1990 in München geboren, wo sie aufgewachsen und zur Schule gegangen ist. Vor ihrem Studium hat sie in Kneipen gejobbt und als Assistentin für einen Fotografen in Afrika gearbeitet. Von 2012 bis 2016 studierte sie Schauspiel am Max Reinhardt Seminar in Wien und hatte währenddessen 2015 schon Auftritte an den Münchner Kammerspielen. Nach ihrem Diplomabschluss 2016 ging sie wieder nach München und gehörte von der Spielzeit 2016/17 bis 2021/22 zum festen Ensemble des Residenztheaters in München (Bayerisches Staatsschauspiel). Seit 2024 spielt Pauline Fusban am Münchner Volkstheater.
Neben ihrer Arbeit am Theater steht Fusban auch regelmäßig für Film- und Fernsehproduktionen vor der Kamera,
Pauline Fusban wohnt in München und ist Mutter einer Tochter.

## Theater (Auswahl)

### Max Reinhardt Seminar Wien
- 2014: Schlangennest (als Daphneé). Von Copi. Inszenierung: Evgeny Titov (Gastspiel am Akademietheater des Burgtheaters Wien)
- 2014: Lulu (als Martha von Geschitz). Von Frank Wedekind. Inszenierung: David Stöhr
- 2014: Die Heirat (als Fjokla). Von Nikolai Wassiljewitsch Gogol. Inszenierung: Evgeny Titov
- 2014: Glaube-Liebe-Hoffnung (als Elisabeth). Von Ödön von Horváth. Inszenierung: David Stöhr

### Münchner Kammerspiele
- 2015: Jagdszenen aus (Nieder)Bayern (als Paula). Nach Martin Sperr. Inszenierung: Martin Kušej[7]

### Residenztheater München (Bayerisches Staatsschauspiel)
- 2016: Hexenjagd (als Mercy Lewis). Nach Arthur Miller. Inszenierung: Tina Lanik
- 2016: Die vierzig Tage des Musa Dagh (Ensemble). Nach dem Roman von Franz Werfel. Inszenierung: Nuran David Callis
- 2016: Robin Hood (als Scarlett Will). Von Angela Obst nach einem Szenarium von Robert Gerloff und Angela Obst. Inszenierung: Robert Gerloff
- 2016: Foxfinder (als Sarah Box). Von Dawn King. Inszenierung: Mirjam Loibl
- 2017: Für immer schön (als Heather). Von Noah Haidle. Inszenierung: Katrin Plötner[8][9][10]
- 2017: Kinder der Sonne (als Firma). Von Maxim Gorki. Inszenierung: David Bösch[11]
- 2017: Macbeth (als Hexe), Nach William Shakespeare. Inszenierung: Andreas Kriegenburg
- 2017: Phädras Nacht (als Aricia). Von Albert Ostermaier + Martin Kušej. Inszenierung: Martin Kušej
- 2017: Jagdszenen aus (Nieder)Bayern (als Paula). Nach Martin Sperr. Inszenierung: Martin Kušej
- 2018: Iwanow (als Erstes Fräulein). Von Anton Pawlowitsch Tschechow. Inszenierung: Martin Kušej
- 2018: Am Kältepol – Erzählungen aus dem Gulag (als Strafgefangene). Uraufführung nach Warlam Tichonowitsch Schalamow. Inszenierung: Timofei Alexandrowitsch Kuljabin[12]
- 2018: Marat/Sade. Von Peter Weiss. Inszenierung: Tina Lanik
- 2018: Playing:: Karlstadt (als Liesl Karlstadt). Von Lothar Kittstein, Bernhard Mikeska und Alexandra Althoff(Kollektiv "Raum + Zeit"). Inszenierung: Bernhard Mikeska
- 2020: Theaterparcours – Für immer schön – Juliane Köhler (als Cookie) und Pauline Fusban (als Heather). Von Noah Haidle. Inszenierung: Daniela Kranz und Nora Schlocker nach Katrin Plötner
- 2021: Es waren ihrer sechs - Eine Hommage an den Münchner Widerstand "Die Weiße Rose" (Ensemble). Frei nach dem Roman von Alfred Neumann in einer Bearbeitung von Tomasz Śpiewak. Inszenierung: Michał Borczuch

### Volkstheater München
- 2024: The Lobster (als Heartless Woman). Nach dem gleichnamigen Spielfilm von Giorgos Lanthimos und Efthymis Filippou, Inszenierung: Lucia Bihler
- 2025: Die Nashörner (als Wisser / Die Hausfrau). Von Eugène Ionesco. Inszenierung: Anna Marboe (Anna Mabo)

## Filmografie (Auswahl)
- 2019: Der Alte (Fernsehserie, Folge Vergiftete Freundschaft)
- 2021: Für immer Eltern (Fernsehfilm)
- 2022: Bis es mich gibt (Kino-Spielfilm)
- 2022: Zimmer mit Stall (Fernsehserie, Folge Über alle Berge)
- 2023: Die Rosenheim-Cops (Fernsehserie, Folgen Eine elegante Ausrede, Ein eiskalter Mord)
- 2023: Die nettesten Menschen der Welt (Fernsehserie)
- 2023: SOKO Köln (Fernsehserie, Folge Kinderfrei)
- 2024: Hubert ohne Staller (Fernsehserie, Folge Dem Himmel ganz nah)
- 2024: Tatort: Schau mich an (Fernsehreihe)
- 2024: Der Staatsanwalt (Fernsehserie, Folge Gut genug)
- 2024: Tatort: Borowski und das ewige Meer (Fernsehreihe)

## Hörspiele (Auswahl)
- 2019: Angela Obst: Robin Hood (2 Teile) (Scarlet Will) – Regie: Kilian Leypold (Hörspielbearbeitung, Kinderhörspiel – BR/Residenztheater München)

## Lesungen und Performances (Auswahl)
- 2025: Zunder und Zartheit. Ein Lyrikabend mit Pauline Fusban (DG Kunstraum - Deutsche Gesellschaft für christliche Kunst München)

## Ehrungen und Auszeichnungen
- 2019: Nominierung für den Förderpreis beim Kurt-Meisel-Preis der Freunde des Residenztheaters e. V.